# Kościół św. Tomasza Apostoła w Osinach
Kościół parafialny pw. św. Tomasza Apostoła w Osinach – kościół parafialny pod wezwaniem św. Tomasza Apostoła w Osinach. Kościół jest świątynią parafialną rzymskokatolickiej parafii pod tym samym wezwaniem.

## Historia
W 2003 roku podjęto budowę kościoła według projektu architekta Krzysztofa Zyskowskiego. 20 września 2003 roku arcybiskup częstochowski Stanisław Nowak wmurował kamień węgielny pobłogosławiony przez Jana Pawła II. W roku 2004 wybudowano pierwszą część kościoła, z wieżą i chórem. 21 maja 2006 r. do świątyni uroczyście wprowadzono relikwie św. Tomasza Apostoła przywiezione z Ortony, gdzie spoczywają szczątki świętego, przez arcybiskupa Carlo Ghidellego i arcybiskupa Stanisława Nowaka. 2 lipca 2011 r. arcybiskup Stanisław Nowak poświęcił kaplicę, w której przechowywane są relikwie świętego.